# 貝瑞塔Cx4 Storm卡賓槍
貝瑞塔Cx4 風暴（英語：Beretta Cx4 Storm）是一款由意大利槍械製造商貝瑞塔為運動用途、個人防衛和執法機關使用而研製和生產的半自動手槍口徑卡賓槍，能夠使用來自貝瑞塔92／96／M9系列、貝瑞塔8000“美洲獅”以及貝瑞塔Px4 Storm這些總共七款或以上不同型號的全尺寸型手槍的彈匣，發射9×21毫米IMI（其原來口徑）、9×19毫米、.40 S&W和.45 ACP這四種口徑的手枪子彈。
不過，在意大利民用市場的Storm系列，不論是目錄和銷售都有所變化，以限制了其模塊化所造成的互換性和防止使用並非指定的彈匣。
貝瑞塔Cx4 Storm是貝瑞塔Mx4 Storm的長槍管半自動民用型版本。

## 設計細節

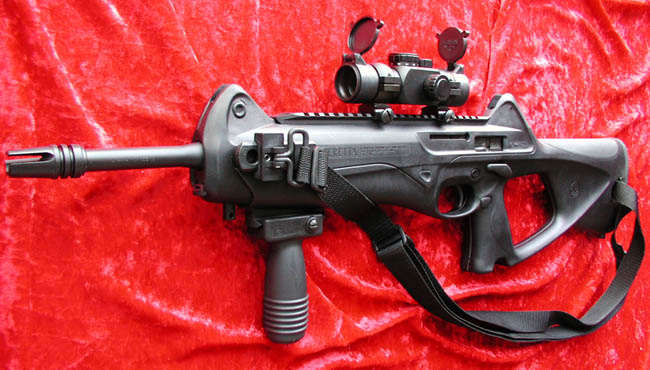
裝上了光学瞄准镜、寬型前握把和槍背帶的貝瑞塔Cx4 Storm。

貝瑞塔Cx4 Storm是一枝由合金和聚合物製造的閉鎖式槍機和直接反沖作用式操作的半自動手槍口徑卡賓槍。它的開發是為了配合其他的貝瑞塔半自動手槍一起使用。例如，貝瑞塔92FS 9×19毫米口徑的彈匣亦可以用在了Cx4（膛室也要是9毫米口徑）。這有助於不再需要同時攜帶步槍和手槍所專屬使用的彈匣而減少了全副裝備的重量，以及因增加了空間而在武裝時不會增加重量以下增加子彈攜帶總數量。
貝瑞塔Cx4 Storm與不少手枪、包絡式槍機冲锋枪一樣，將彈匣裝入與槍托相連成一體的手槍握把內。貝瑞塔Cx4 Storm在需要轉換使用貝瑞塔Px4 Storm、貝瑞塔92／96和貝瑞塔8000／8040“美洲獅”等9×19毫米／.40 S&W口徑貝瑞塔手槍的彈匣時需要兩件改裝套件（這不包括貝瑞塔Rx4 Storm）。這些改裝套件的例子包括：使用貝瑞塔Px4 Storm的彈匣需要安裝C5C620彈匣插座和C89210彈匣釋放按鈕；使用貝瑞塔92／96的彈匣需要安裝C5A511彈匣插座和C89109彈匣釋放按鈕；而使用貝瑞塔8000／8040“美洲獅”的彈匣則需要安裝C5A670彈匣插座和C89110彈匣釋放按鈕。而目前.45 ACP口徑型號只能夠使用貝瑞塔8045“美洲獅”的8發單排可拆卸式彈匣。
貝瑞塔Cx4 Storm裝有內置伸縮式MIL-STD-1913戰術導軌，可以藉著推動前端槍背帶按鈕和利用拇指護耳將戰術導軌從前護木內沿著槍管的底部拉出。每種Storm系列槍械還可以選擇利用兩顆安裝螺絲以裝上前護木兩側的戰術導軌，而另一種選擇是從生產商購買連底部的三條戰術導軌架連接座。前護木底部的戰術導軌同樣需要利用兩顆安裝螺絲從戰術導軌的兩端螺絲孔才能裝上前護木兩側之下。使用者也可以從生產商購買機匣頂部的戰術導軌和利用工具連安裝至貝瑞塔Cx4 Storm。其機匣頂部的戰術導軌需要使用三顆螺絲和三顆螺母與利用機匣頂部的預鑽洞安裝，使得使用者能夠利用戰術導軌作為光學瞄準鏡基座，並且將另外兩個預鑽洞隱藏在塑料薄膜底下。安裝頂部附加導軌所需要的正確尺寸的鑽頭是並不包括在卡賓槍或是頂部導軌套件上，而且必須自行購買。貝瑞塔Cx4 Storm可以利用貝瑞塔配件包裝上最多五條戰術導軌，然後和各種目前流行的机枪、步枪及冲锋枪一樣，使用者可以利用這些戰術導軌以便安裝市面上各種對應導軌的各種光学瞄准镜、紅點鏡／反射式瞄準鏡、全息瞄準鏡、棱鏡式瞄準鏡、夜視鏡、熱成像儀、前握把、戰術燈、雷射瞄準器和／或兩腳架這些戰術配件；另外，貝瑞塔Cx4 Storm亦可以利用槍口以裝上消焰器或消聲器。這枝槍械的設計上有著非常高的自行定製適應能力。
貝瑞塔Cx4 Storm裝上了來自原廠的可調節式機械瞄具系統。前方的柱狀準星可以利用隨槍提供的調整工具調節風偏和海拔。後方「L」字型可翻轉調節的覘孔式照門是兩孔式設計，分別是有迅速射擊和遠距離高精度射擊這兩種選擇。這兩個機械瞄具可以在利用機匣頂部加裝的戰術導軌以安裝日間／夜間光學瞄準鏡、紅點鏡／反射式瞄準鏡、全息瞄準鏡、棱鏡式瞄準鏡、夜視鏡和／或熱成像儀時折疊下來。
貝瑞塔Cx4 Storm的槍托底板可以被使用者拔出以調節全槍的拉距。調整槍托時需要裝上槍托墊板加厚（加長）。貝瑞塔Cx4 Storm的槍托內亦已裝有一塊槍托墊板，它亦可以為了減薄（縮短）而被拆除。在沒有裝上槍托墊板以下，貝瑞塔Cx4 Storm的最小拉距拉是337毫米（13.27英吋）。為了增加全槍的拉距，使用者可以自行購買額外的槍托墊板。在總共裝上三塊槍托墊板以下，貝瑞塔Cx4 Storm的最大拉距是382毫米（15.04英吋）。

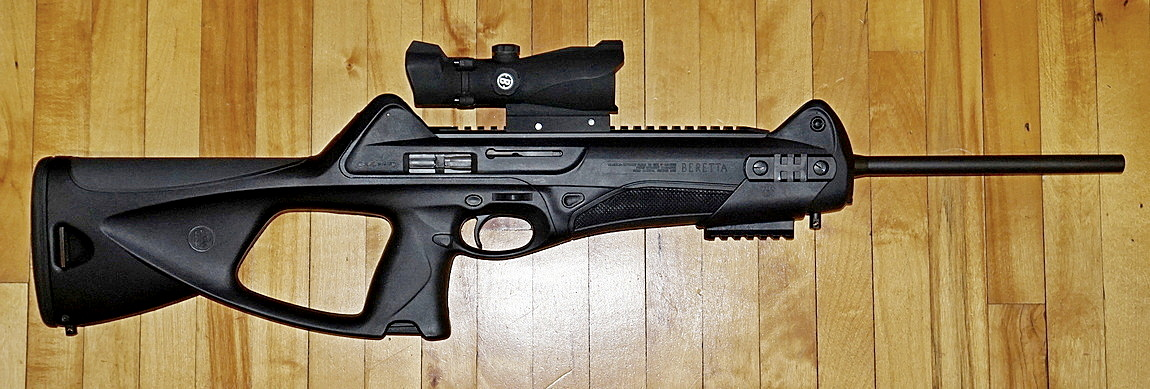
裝有19英吋槍管和布什內爾（Bushnell）MP紅點鏡的加拿大型貝瑞塔Cx4 Storm

除了能夠利用戰術配件自行定制貝瑞塔Cx4 Storm以外，它亦是較為少數能夠將手動保險、彈匣卡筍、拉機柄和拋殼口轉換到武器的左側，以適應左撇子的使用者的槍械。

## 道森學院槍擊案
由於其外觀具有攻擊性或威脅性，一些人會把貝瑞塔Cx4 Storm誤認為是一枝突击步枪。道森學院槍擊案之中的槍手金維爾·吉爾（英語：Kimveer Gill）使用的主要射擊武器就是一枝貝瑞塔Cx4 Storm，而其中一名受害者希馬·卡迪姆（英語：Hayder Khadimm），正當它在加拿大被提倡禁制的時候，把貝瑞塔Cx4 Storm標籤是一枝“戰爭武器”和“軍用突擊步槍”。雖然貝瑞塔Cx4 Storm在加拿大刑事法典當中是被歸類為“限制類”，真正的突擊步槍在刑事法典當中才是“禁制類”。

## 使用國
- 奥地利
- 德国
- 印度
- 義大利
  - 義大利武裝部隊
- 利比亞：內戰爆發以前訂購了1,900枝卡賓槍，2009年訂貨。[5]
- 墨西哥
- 荷蘭
- 挪威
- 俄羅斯
  - 俄罗斯聯邦內務部
- 英国
  - 北愛爾蘭警察局
- 美国
  - 部份地方警察局[6][7][8]
- 委內瑞拉
  - 委內瑞拉玻利瓦爾國民警衛隊（2012年訂購）[9][10]

## 流行文化

### 电影
- 2007年—：由公司士兵所使用。
- 2015年—：裝上瞄準鏡和前握把，由行動人員所使用。

### 电视剧
- 2002年—《螢火蟲》：由「星際聯盟」士兵用作電擊槍。
- 2004年—：2005年至2006年第2季，標準型由宇宙戰艦卡拉狄加號和飛馬號上的殖民地海軍陸戰隊員用作制式長管槍械，以導軌裝上紅點鏡、戰術燈，以及在槍口裝上特殊槍口裝置。
- 2016年—《對峙》：2007年6月15日第13集「放逆火」（英語：Backfire），由洛杉磯地鐵人質事件的搶劫成員所使用。
- 2010年—：2012年12月2日第3季第8集（播出順序為第27集）「生來受難」（英語：Made to Suffer）和2013年2月17日第3季第10集（播出順序為第29集）「回家」（英語：Home），由伍德貝瑞鎮衛兵所使用。
- 2012年—《超越时间线》：2014年5月4日第3季第7集（播出順序為第30集）「敵我之間」（英語：Waning Minutes）和2014年5月25日第3季第9集（播出順序為第32集）「沉默一分鐘」（英語：Minute of Silence），由保護者所使用。

### 电子游戏
- 2007年—：.40 S&W口徑，裝上反射式瞄準鏡，可選擇裝上消聲器或榴彈發射器使用，載彈匣25發，有海洋迷彩版本，奇怪地發射4.6×30毫米口徑子彈和可全自動射擊（被列為冲锋枪／個人防衛武器），只在Xbox 360、PlayStation 3版出現。
- 2016年—《少女前線》
- 2023—POP:ONE VR:Free

## 資料來源
1. ↑  . 2011-03-07  [2011-03-07]. （原始内容存档于2020-10-27）.
2. ↑  . Beretta USA Customer Help.   [20 January 2011]. （原始内容存档于2012-12-09）.
3. 1 2  http://fullcomment.nationalpost.com/2011/09/13/matt-gurney-getting-shot-doesnt-make-you-a-firearms-expert/%5B%5D
4. ↑  . Laws.justice.gc.ca.   [2011-03-13]. （原始内容存档于2018-03-15）.
5. ↑  .   [2013-06-03]. （原始内容存档于2019-06-11）.
6. ↑  . Shooting Industry. July 2007  [2008-10-27]. （原始内容存档于2016-01-12）.
7. ↑  O'Connell, Patrick M. . St. Louis Post-Dispatch. 2008-05-30  [2008-10-27]. （原始内容存档于2016-03-03）.
8. ↑  Burgess, Laura. . Beretta USA, Corp. July 2008  [2008-10-27]. （原始内容存档于2008-10-15）.
9. ↑  .   [2011-11-28]. （原始内容存档于2014-02-26）.
10. ↑  .   [2012-10-30]. （原始内容存档于2020-12-05）.

## 外部連結
- （英文）—貝瑞塔Cx4官方網站
- （英文）—貝瑞塔官方網站—Cx4 Storm （页面存档备份，存于）
- （英文）—貝瑞塔運動武器官方網站—Cx4 Storm （页面存档备份，存于）
- （英文）—Berettaworld－Cx4 Storm （页面存档备份，存于）
- （英文）—貝瑞塔網站—Cx4 Storm （页面存档备份，存于）
- （英文）—Cx4 Storm卡賓槍說明手冊
- （英文）—Modern Firearms—Beretta CX4 Storm carbine （页面存档备份，存于）
- （英文）—The Firearm Blog.com—
  - Venezuela National Guard with Cx4 Storm （页面存档备份，存于）
  - The Beretta CX4 Storm: An Underrated Carbine （页面存档备份，存于）
  - Beretta CX4 Storm Field Strip （页面存档备份，存于）
- （英文）—The Truth About Guns.com— 
  - Spuler’s September List o’ Free Stuff （页面存档备份，存于）
  - Gun Review: Beretta Cx4 Storm （页面存档备份，存于）
  - Canadian Gun Laws Revealed （页面存档备份，存于）
- （英文）—American Rifleman—Taken By Storm: Beretta Px4 and Cx4 （页面存档备份，存于）
- （英文）—Guns & Ammo.com—Beretta Storm Carbine & Pistol （页面存档备份，存于）
- （英文）—Impact Guns—Beretta Carbines and Rifles
- （英文）—PoliceOne—The College of William and Mary Police Choose the Beretta Cx4 Storm Carbine/Patrol Rifle （页面存档备份，存于）
- （英文）—Tactical-Life.com—
  - Beretta CX4 Storm 9mm （页面存档备份，存于）
  - College police officers choose Beretta’s Cx4 Storm carbine/patrol rifle for carry （页面存档备份，存于）
  - Top 7 9mm Pistol-Caliber Carbines （页面存档备份，存于）
- （英文）—Personal Defense World.com—CARBINES FOR YOUR CASTLE （页面存档备份，存于）
- （简体中文）—D Boy Gun World（槍炮世界）—Cx4 Storm卡宾枪 （页面存档备份，存于）
- （简体中文）—《轻兵器》—
  - 伯莱塔“Cx4风暴”卡宾枪 （页面存档备份，存于）
  - 伯莱塔掀起警用武器风暴 （页面存档备份，存于）
- （简体中文）—铁血社区—CX4 STORM贝雷塔公司新卡宾枪 （页面存档备份，存于）